# Burro Peaks
Burro Peaks är en bergstopp i Antarktis. Den ligger i Sydshetlandsöarna. Argentina, Chile och Storbritannien gör anspråk på området. Toppen på Burro Peaks är 190 meter över havet.
Terrängen runt Burro Peaks är platt norrut, men söderut är den kuperad. Havet är nära Burro Peaks åt nordost. Trakten är glest befolkad. Närmaste befolkade plats är Maldonado Station, 3,1 kilometer sydost om Burro Peaks. 